# Faro de Lindesnes
El faro de Lindesnes (en noruego: Lindesnes fyr) es un faro situado a 10 kilómetros al suroeste del pueblo de Høllen, en Lindesnes, Vest-Agder, al sur de Noruega. 

## Historia
El faro actual fue construido en 1915, pero el primer faro fue construido en 1656 para ayudar a los barcos en su entrada a Skaggerak y a su paso del Mar Báltico al Mar del Norte. Fue automatizado en 1989, y se convirtió en privado en 2003. Desde 1994 está protegido por la Ley de memoria cultural.